# Lubań (rejon lubański)
Lubań (biał. Любань) – miasto na Białorusi, na Polesiu, nad Oressą, w obwodzie mińskim, siedziba rejonu lubańskiego; muzeum; 11,3 tys. mieszkańców (2010).

## Historia
Pierwsze wzmianki o miejscowości pochodzą z roku 1566 jako o miasteczku w księstwie słuckim w składzie Wielkiego Księstwa Litewskiego.
Do 1791 r. w powiecie słuckim w województwie nowogródzkim. W 1793 r. po II rozbiorze Rzeczypospolitej w granicach Imperium Rosyjskiego.
4 września 1794 r. miała tu miejsce bitwa pod Lubaniem w czasie insurekcji kościuszkowskiej pomiędzy wojskami litewskimi a rosyjskimi, wygrana przez Rosjan. Własność rodów Słuszków-Olelkowiczów (XVI w.), Radziwiłłów (XVII-XVIII w.), Wittenszteinów (XIX w.).
17 czerwca 1924 r. został utworzony rejon lubański. Od 1941 do 1944 r. miejscowość znajdowała się pod okupacją hitlerowską. 
Podczas okupacji hitlerowskiej, we wrześniu 1941 roku Niemcy utworzyli getto dla żydowskich mieszkańców. Przebywało w nim około 1000 osób. 4 grudnia 1941 roku Niemcy zlikwidowali getto, a Żydów zamordowali w getcie. 
W 1938 r. Lubań uzyskał status osiedla typu miejskiego, a w 1968 r. miasta.